# 北博昭
北 博昭（きた ひろあき、1942年10月1日 - 2022年12月23日）は、日本の政治史学者。大阪経済法科大学客員教授を務めた。日本近代史専攻。

## 略歴
鳥取県倉吉市生まれ。東京都立大学大学院（政治学）修了。二・二六事件の記録を東京地検に開示請求して発見する。
2022年12月23日、病気のため死去。80歳没。

## 著書
- 『日中開戦 軍法務局文書からみた挙国一致体制への道』中公新書 1994
- 『軍律法廷 戦時下の知られざる「裁判」』朝日選書 1997、ちくま学芸文庫 2025.4
- 『二・二六事件全検証』朝日選書 2003
- 『戒厳 その歴史とシステム』朝日選書 2010
- NHK取材班と共著『戦場の軍法会議 日本兵はなぜ処刑されたのか』 NHK出版 2013、新潮文庫 2016

### 編著
- 『二・二六事件 判決と証拠』伊藤隆共編、朝日新聞社 1995
- 『十五年戦争極秘資料集　5　東京裁判大山文雄関係資料』不二出版 1987
- 『十五年戦争極秘資料集　12　軍律会議関係資料』不二出版 1988
- 『十五年戦争極秘資料集　20　海軍法務資料　馬塲東作綴』不二出版 1988
- 『十五年戦争極秘資料集　23　国民義勇隊関係資料』 不二出版 1990
- 『十五年戦争極秘資料集　27　陸海軍省法務局長巡察報告』1990
- 『十五年戦争極秘資料集　補巻6　盧溝橋事件期支那駐屯憲兵隊　重松関係文書』 不二出版 1998
- 『十五年戦争極秘資料集　補巻8　軍隊警察の対立と憲兵隊司令部　重松関係文書2』 不二出版 1998
- 『十五年戦争極秘資料集　補巻10　戦後の皇軍　重松憲兵少佐綴』 不二出版 1999
- 『十五年戦争極秘資料集　補巻14　軍律法廷審判例集』 不二出版 2001
- 『十五年戦争極秘資料集　補巻18　十五年戦争末期国内憲兵分遣隊報告』 不二出版 2002
- 『十五年戦争極秘資料集　補巻26　五・一五事件期憲兵司令部関係文書』 不二出版 2006
- 『十五年戦争極秘資料集　補巻42　憲兵隊が記す日中開戦時の国内状況』 不二出版 2013
- 『十五年戦争極秘資料集　補巻43　内外地憲兵隊にみる検閲錬成』 不二出版 2014
- 『十五年戦争極秘資料集　補巻45　海軍軍法会議判例類集』 不二出版 2015
- 『十五年戦争極秘資料集　補巻46　陸軍軍法会議判例類集』 不二出版 2015-2016
- 『十五年戦争重要文献シリーズ　4　興亜青年勤労報国隊東朝義記録』 不二出版 1991
- 『十五年戦争重要文献シリーズ　5　火焔樹－東南アジア強制労働下の機関誌』 不二出版 1991
- 『十五年戦争重要文献シリーズ　7　支那駐屯憲兵隊関係盧溝橋事件期資料』 不二出版 1992
- 『十五年戦争重要文献シリーズ　10　昭和十年前後期支那駐屯軍憲兵部文書』 不二出版 1992
- 『十五年戦争重要文献シリーズ　14　満州建設勤労奉仕隊関係資料』 不二出版 1993
- 『十五年戦争重要文献シリーズ　16　興亜学生勤労報国隊関係資料』 不二出版 1994
- 『十五年戦争重要文献シリーズ　19　学生義勇軍関係資料』 不二出版 1994
- 『十五年戦争重要文献シリーズ　20　二・二六事件警察秘録』不二出版 1995

## 論文
- <北博昭